# Service international photographique
 (juillet 2018).
Sipho (Service International Photographique) est une agence de presse photographique active à Bruxelles durant l’entre-deux-guerres. Sa principale activité est l’achat et la vente de photographies à la presse belge. Elle est entre autres connue pour sa collaboration avec l’occupant allemand entre 1940 et 1945.

## Histoire de l'agence

### Sipho avant 1940

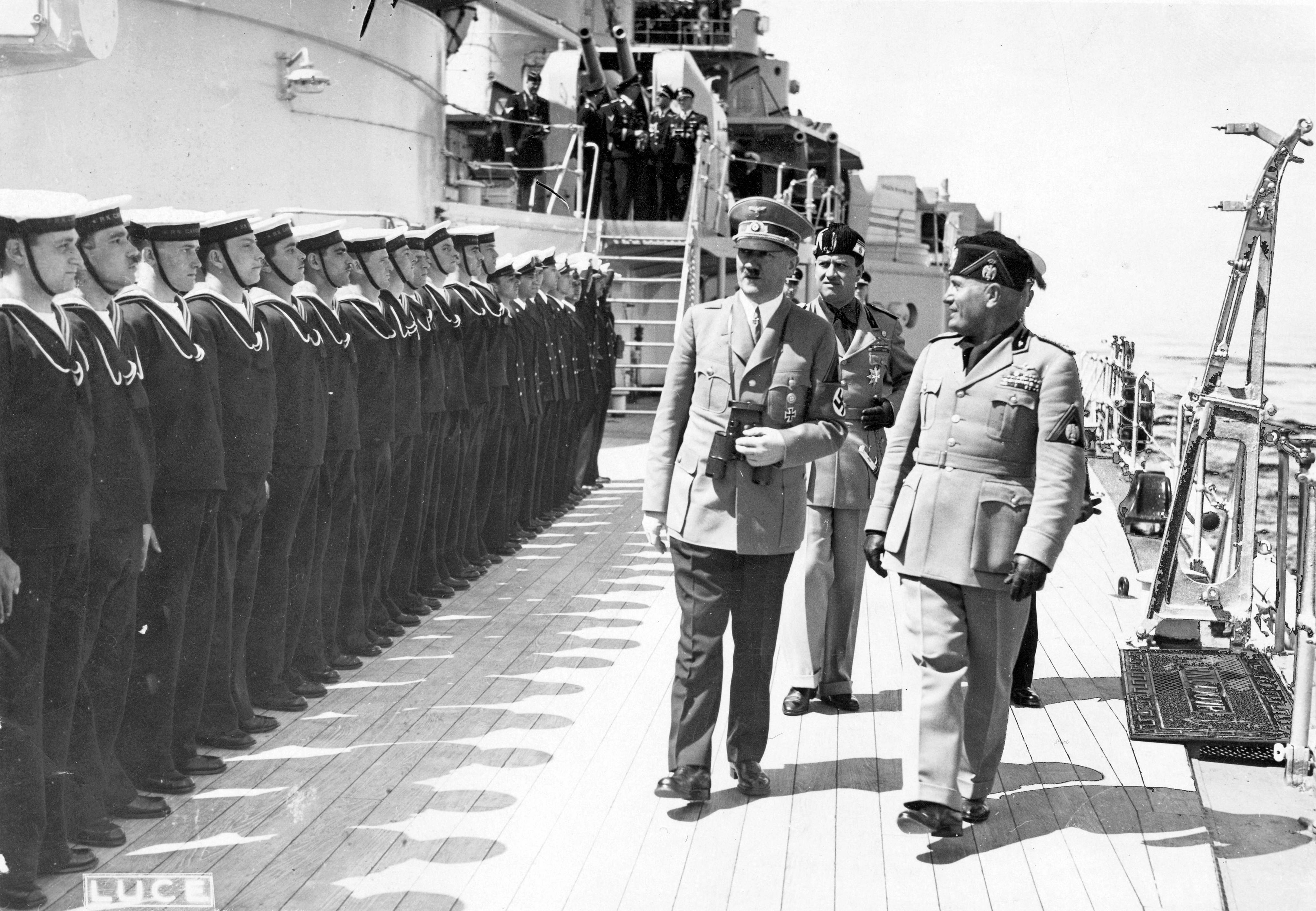
Instituto Nazionale Luce = Napoli 05/05/1938 XVI°. Il Führer e il Duce a Bordo della R. Nave Cavour. [Sipho] [A restituer après publication], Adolf Hitler en visite en Italie, 05/05/1938.

En 1933, la société anonyme Service International Photographique est fondée par Stanislas de Brouwer, Boris Kopillof, Léonid Itin et Arnold Barenbeim. En 1938, elle est vendue par le groupe juif Glikman-Kopillof, alors propriétaire, au groupe belge Vinckenbosch-Buisseret.
L’activité principale de l’agence Sipho est la vente en Belgique, et surtout à Bruxelles, de photographies provenant d’agences étrangères. En parallèle, l’agence produit aussi sur demande des reportages photographiques sur des thèmes variés, en faisant appel aux services de photographes extérieurs. Elle effectue également des commandes en travaux de laboratoire, en faisant appel à des sous-traitants.
Le personnel de l’agence est au départ très limité en nombre, et employé de façon provisoire. Mais en 1938, le nouveau directeur, Timmermans, engage plusieurs personnes : une secrétaire et un garçon de course, un photographe indépendant (Louis Grégorius) pour des reportages ponctuels et une laborante. 
Dès avant la Seconde Guerre mondiale, les relations entretenues avec Berlin ne sont pas que commerciales. En Belgique et à l’étranger, Sipho est déjà perçue comme un « agent de propagande » et en 1939, sa demande d’affiliation à l’Association des reporters-photographes de la presse belge lui est d’ailleurs refusée.

### Sipho au service de l’occupant allemand

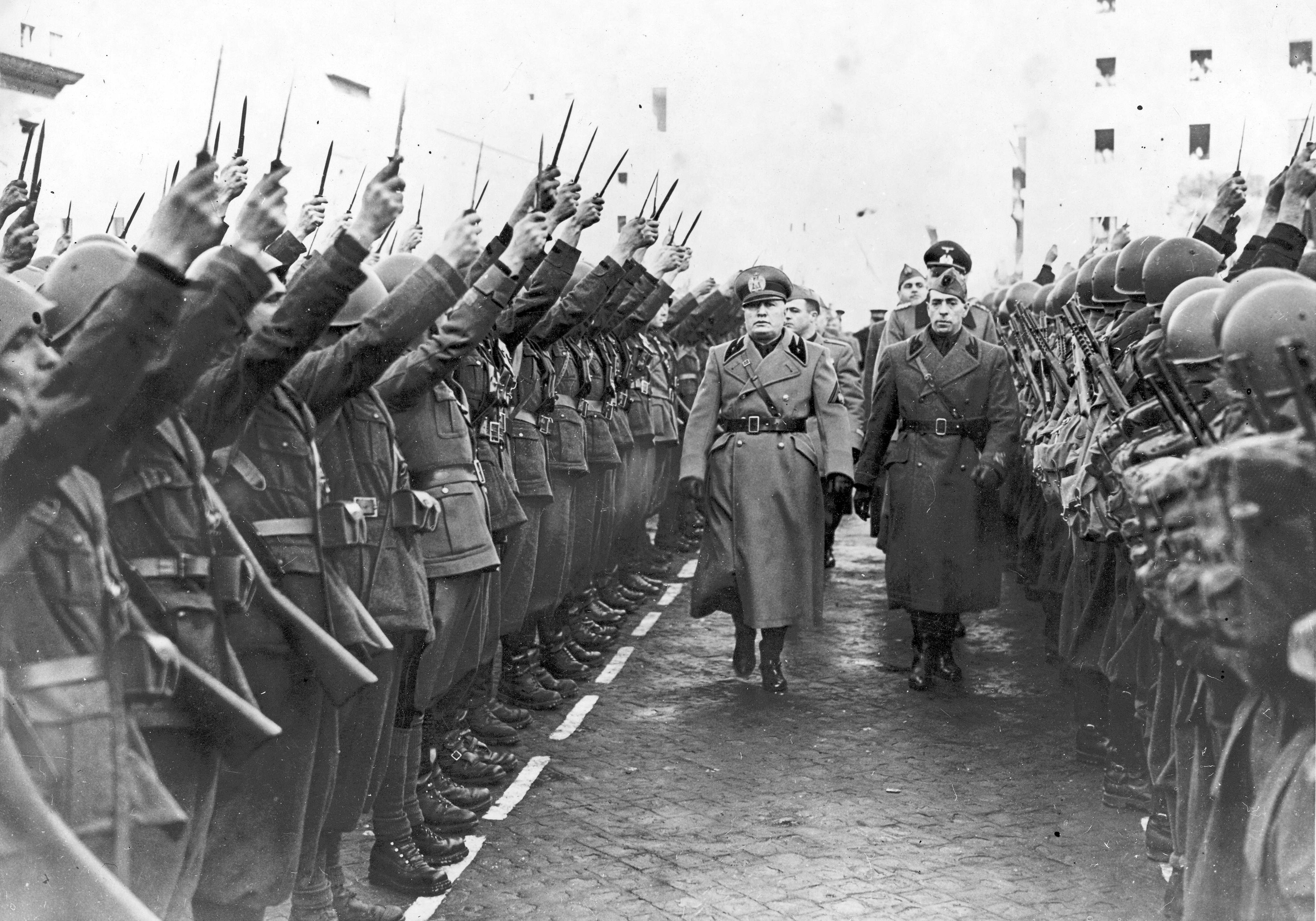
3514 / 19 Jahrestag der Gründung der faschistischen Miliz. Der 19. Jahrestag der Gründung der faschistischen Miliz wurde am 1. Februar 1942 in Rom, wie in ganz Italien als feierliche Ehrung der gefallenen Schwarzhemden begangen. In der italienischen Hauptstadt fand vor dem Duce ein Aufmarsch der Miliz statt, in dessen Verlauf Mussolini 39 goldene Tapferkeitsmedaillen verteilte. U.B.z. den Duce beim Abschreiten der Front der aufgetretenen Verbände. 07/02/1942 [Sipho] [16.02.1942] [Censure photographique], 19ème anniversaire de la fondation de la milice fasciste, 1942.

En 1940, avec l’arrivée des allemands, la plupart des agences de presse actives en Belgique se voient contraintes de fermer définitivement leur porte et de nombreux photographes fuient le pays. Le secteur de la presse illustrée sera restructuré par l’occupant : par une ordonnance du 2 juillet 1940 qui interdit de photographier des zones militaires et par deux textes datant du 12 et du 29 novembre 1940 qui réorganisent complètement le reportage photographique en Belgique et dans le Nord de la France.
Sous l’occupation, c’est la Propaganda Abteilung (PA) qui est responsable de la gestion du travail des agences de presse photographiques. La PA est le principal organe chargé de la propagande allemande en Belgique. Créé au sein de l’administration militaire, elle dépend également de l’institution mère à Berlin, le ministère de la propagande (Reichministerium für Volksaufklärung undi Propaganda) dirigé par Goebbels. Toutes les directives qui régissent le domaine de la photographie de presse en Belgique émanent de la section « presse illustrée ». Elles sont transmises aux agences de presse et aux photographes via l’Association  générale des reporters photographes de la presse belge. La censure tombe également sous le joût de ses prérogatives, ce qui signifie que toute photographie produite par les agences ou les photographes, même si elle n’est pas destinée à la publication, doit impérativement lui être remise. 
Dès le début de l’été 1940, la Propaganda Abteilung accorde le monopole commercial à trois agences de presse belge : Graphopress (dirigée par Beecken), Sipho (dirigée par Timmermans) et Sado. Cette dernière devient à Bruxelles la plus grande entreprise produisant des images d’actualité et fournissant la presse en matériel iconographique.
En septembre 1940, Timmermans se rend à Berlin à la demande de la PA et rencontre le dr. Hermann, de l’agence Atlantik, qui rachète Sipho en janvier 1943. Timmermans reste à la direction, mais les anciens actionnaires sont remplacés par Paul Satow, le dr. Hermann, Timmermans et le sonderführer Marx. Cependant, de nombreux changements surviennent dans les années qui suivent au niveau des actionnaires et des membres du personnel, qui, comme les photographes, sont choisis par la PA. Ces photographes doivent être affiliés à l’Association de la presse illustrée. On y retrouve par exemple Jean Crommelynk, Désiré Alexis, Jean Van Bruyssel, Jacques Vriens, Edouard Cluytens, Louis Leblois, et Laurent Vergauwen. Sipho fait également appel à des photographes indépendants basés à l’étranger. De façon générale, on constate un accroissement du personnel entre 1943 et 1945, jusqu’à une quinzaine d’employés, répartis entre le laboratoire (dont l’agence dispose depuis mars 1940 dans ses locaux) et les bureaux (secrétaires, comptable, archiviste).

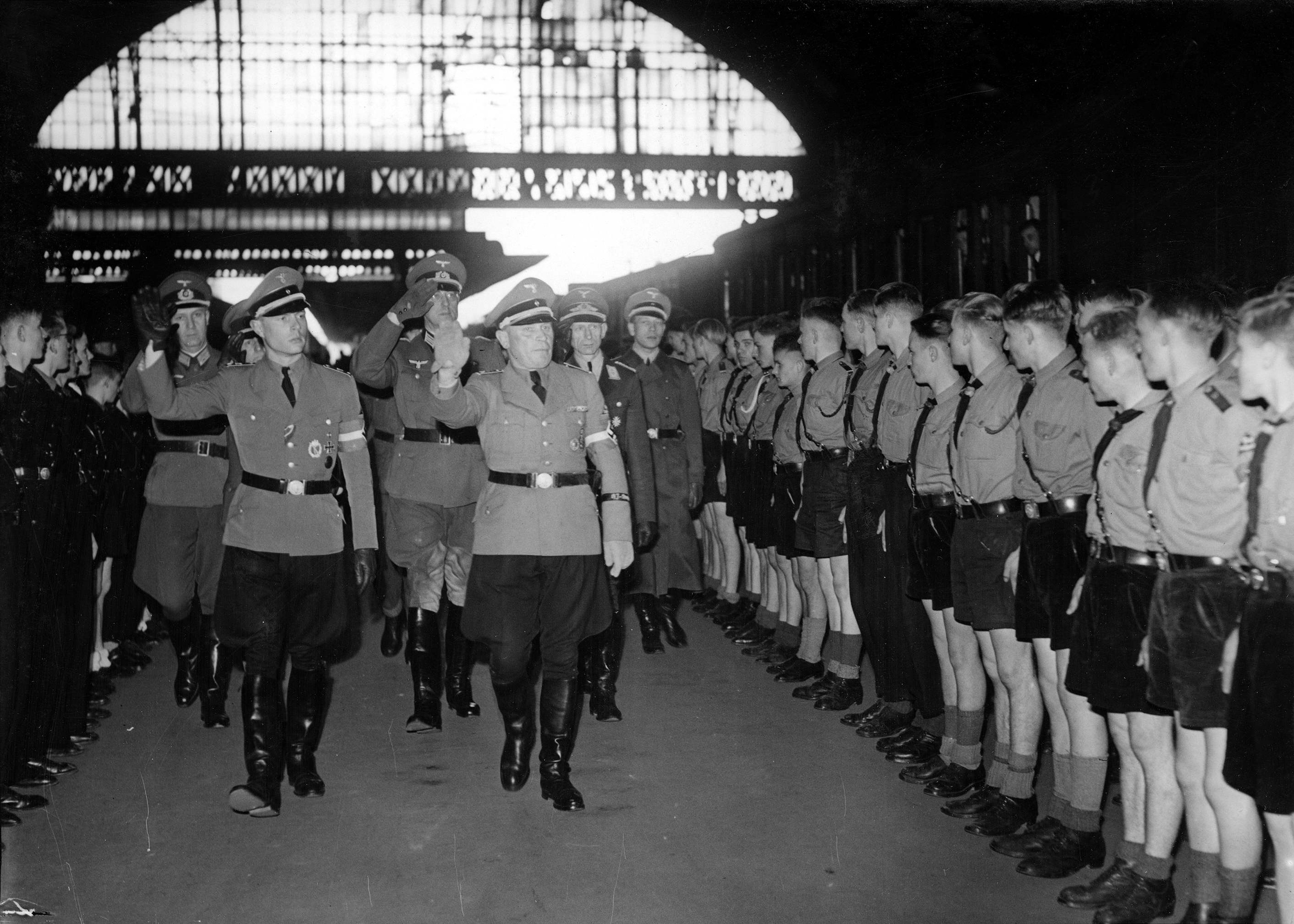

Entre 1940 et 1944, l’agence gère la production de photographies en fonction de l’actualité ou des commandes de la PA, la diffusion d’images (de Sipho ou d’agences étrangères) à la presse, la distribution des produits photographiques contingentés de la firme Agfa (mission dévolue par la PA), la gestion et l’enrichissement de son fonds photographique afin de développer un véritable service d’archives, et enfin un service d’abonnement à des photographies d’actualité destinées à l’affichage aux valves de journaux et de magasins.

### Le jugement après la fin de la guerre
En 1946, le Conseil de guerre de Bruxelles reconnaît Timmermans et la plupart des photographes ayant travaillé pour Sipho coupables de collaboration et confisque le matériel et les archives de l’agence. Celle-ci sont d’abord confiées aux Archives générales du Royaume avant d’être transférées au CegeSoma. 

## Sources
- RENCHON, C., SIPHO 1940-1944, Une agence de photographie au service de la propagande nazie en Belgique, mémoire de recherche en histoire contemporaine, sous la direction de GOTOVITCH J., Bruxelles, Université Libre de Bruxelles, année académique 1999-2000.

- ROEKENS, A. et GILLET, F., Les archives photographiques de l’agence SIPHO, http://www.cegesoma.be/cms/archivage2014_fr.php?article=332&truv=sipho (consulté le 18/07/2018).